# Frédérique Perler
Frédérique Perler, née le 21 août 1960 à Bâle, est une personnalité politique genevoise, membre des Verts.
Elle est conseillère administrative (exécutif) de la ville de Genève depuis le 1er juin 2020, à la tête du département de l'aménagement, des constructions et de la mobilité. Elle est maire de Genève de juin 2021 à mai 2022.

## Biographie
Frédérique Perler naît le 21 août 1960 à Bâle, d'un père vaudois et d'une mère française.
Elle emménage à Genève en 1967, à la suite du divorce de ses parents. Sa mère travaille dans le domaine de l'informatique, dans l'usine automobile Fiat. Elle obtient un diplôme d'assistante sociale à l'Institut des études sociales de Genève au début des années 1980, où elle rédige son mémoire avec Ueli Leuenberger. Elle obtient plus tard plusieurs certificats d'études avancées (praticienne formatrice, gestion de dettes et politique sociale à l'Université de Genève).
Elle travaille de 1985 à 2020 au Centre social protestant, comme assistante sociale puis formatrice,.
Elle est mariée et mère de deux enfants.

## Parcours politique
Elle commence sa carrière politique en tant que conseillère municipale (législatif) de la ville de Genève. Elle y effectue deux législatures, de 2003 à 2013. Elle est présidente du Conseil municipal de 2010 à 2011.
Vice-présidente des Verts genevois de 2016 à 2020, elle siège au Grand Conseil du canton de Genève du 7 novembre 2013 au 4 juin 2020. Initialement non élue, elle prend la place d'Antonio Hodgers, qui refuse le mandat de député, à la suite de son élection au Conseil d'État.
Le 5 avril 2020, elle est élue au deuxième tour au Conseil administratif de la ville de Genève, sur la liste commune avec le PS[réf. nécessaire]. Elle prend la tête du Département de l'aménagement, des constructions et de la mobilité.
Elle est élue maire de la ville de Genève le 1er juin 2021.
Elle est, au printemps 2024 et après les révélations de la Tribune de Genève, au centre d'une controverse en raison de l'engagement de proches par la codirectrice de son département. Elle annonce le 3 mai 2024 qu'elle ne se présentera pas pour un deuxième mandat en 2025.